# Haji Seiji
Haji Seiji (japanisch 土師 清二, eigentlich Akamatsu Seita; geboren 14. September 1893 in der Präfektur Okayama; gestorben 4. Februar 1977) war ein japanischer Schriftsteller.

## Leben und Wirken
Haji Seiji brach die Oberschule ab und machte eine Lehre bei einem Kleiderhändler und arbeitete dann in einem Haushaltswarenladen. Er wurde Zeitungsreporter und war bei der „Weekly Asahi“ (週刊朝日) von Anfang an mit dabei.
1923 erschien in „Weekly Asahi“ seine Erzählung „Mizuno Jurozaemon“ (水野 十郎左衛門). 1925 nahm er am Treffen „Am 21.“ (二十一日会, Nijūichinichi kai) teil, einer Vereinigung populärer Schriftsteller. Er beteiligte früh an der „Literatur für die Menge“ (大衆文学, Taishū bungaku) und beteiligte sich an der Gründung des Magazins „Taishū Bungei“ (大衆文芸). Dabei freundete er sich mit dem Schriftsteller Hasegawa Shin an. Der in der Chuanqi-Stil angelegte halbhistorische Fortsetzungsroman „Sunae Shibari“, war sein erster große Erfolg. 
Neben Romanen dieser fiktiven Art hat Haji auch echte historische Romane geschrieben. Das repräsentativste Werk ist „Fuyuki no Hito“ (風雪の人) – „Ein Mensch im Schneetreiben“, das von 1957 bis 1958 als Fortsetzungsroman erschien. Er verfasste insgesamt über hundert Bücher.